# Lindsay Dowd
Lindsay Dowd (Los Gatos, 14 maggio 1991) è una pallavolista statunitense, palleggiatrice del PTSV Aachen.

## Biografia
Figlia di Richard e Genine Dowd, Lindsay Dowd nasce a Los Gatos, in California. Ha una sorella maggiore, Lauryn, ex pallavolista alla Santa Clara. Nel 2009 si diploma alla Archbishop Mitty High School, mentre in seguito studia comunicazione alla University of California, Davis.

## Carriera

### Club
Inizia la sua carriera nei tornei scolastici californiani, giocando con la Archbishop Mitty HS. Dopo il diploma entra a far parte della squadra di pallavolo femminile della UC Davis, partecipando alla NCAA Division I dal 2009 al 2013, saltando il torneo del 2010 per un infortunio.
Nella stagione 2014-15 firma il suo primo contratto professionistico, approdando in Svizzera al Friburgo, militante in Lega Nazionale B. In seguito gioca nella Philippine Super Liga, disputando in particolare la PSL Grand Prix Conference 2015, aggiudicandosi il torneo col Philips Gold. Nella stagione 2016-17 approda in Germania, partecipando alla 1. Bundesliga col PTSV Aachen, ricevendo anche i gradi di capitano e restandovi per due annate.
Nel campionato 2018-19 approda nella Ligue A francese col Venelles, dove rimane per un biennio. Dopo un'annata di inattività, nel campionato 2021-22 torna in campo con il PTSV Aachen.

## Palmarès
- PSL Grand Prix Conference: 1

2015